# William J. Crow
William Josiah Crow (* 22. Januar 1902 in Uniontown, Fayette County, Pennsylvania; † 13. Oktober 1974 in Carlisle, Pennsylvania) war ein US-amerikanischer Politiker. Zwischen 1947 und 1949 vertrat er den Bundesstaat Pennsylvania im US-Repräsentantenhaus.

## Werdegang
William J. Crow war der Sohn von US-Senator William E. Crow (1870–1922). Er besuchte die öffentlichen Schulen seiner Heimat und danach bis 1922 das Pennsylvania Military College in Chester. Nach einem anschließenden Jurastudium an der Dickinson School of Law in Carlisle und seiner 1926 erfolgten Zulassung als Rechtsanwalt begann er in Uniontown in diesem Beruf zu arbeiten. Zwischen 1928 und 1932 war er stellvertretender Bezirksstaatsanwalt im Fayette County. Politisch wurde er Mitglied der Republikanischen Partei. Zwischen 1938 und 1941 amtierte er als Bürgermeister von Uniontown. Während des Zweiten Weltkrieges war er als Ordonnanzoffizier im Rang eines Majors im pazifischen Raum eingesetzt.
Bei den Kongresswahlen des Jahres 1946 wurde Crow im 23. Wahlbezirk von Pennsylvania in das US-Repräsentantenhaus in Washington, D.C. gewählt, wo er am 3. Januar 1947 die Nachfolge von Carl Henry Hoffman antrat. Da er im Jahr 1948 nicht bestätigt wurde, konnte er bis zum 3. Januar 1949 nur eine Legislaturperiode im Kongress absolvieren. Diese war von den Ereignissen des beginnenden Kalten Krieges geprägt.
Nach seiner Zeit im US-Repräsentantenhaus praktizierte Crow wieder als Anwalt. Im Jahr 1951 wurde er während des Koreakrieges wieder in den aktiven Militärdienst berufen. Bis 1956 diente er als Ordonnanzoffizier in der US Army. Zwischen 1957 und 1964 war er in Washington regionaler Manager der Securities and Exchange Commission. Danach zog er nach Carlisle, wo er der Planungsbehörde und der Parkkommission angehörte. Dort ist er am 13. Oktober 1974 auch verstorben.